# Johan Gottlieb Gahn d.y.
Johan Gottlieb Gahn d.y., född 4 oktober 1815 i Falu Kristine församling, Kopparbergs län, död där 22 maj 1887, var en svensk brukspatron och riksdagsman. Han var son till en kusin till Johan Gottlieb Gahn.
Johan Gottlieb Gahn d.y. var brukspatron i trakten av Falun. Han var riksdagsman i borgarståndet för Falu bergslags valdistrikt vid riksdagen riksdagen 1859–1860.